# Ameriški jesen
Ameriški jesen (znanstveno ime Fraxinus americana) je listopadno drevo iz družine oljkovk.

## Opis
Ameriški jesen zraste v višino med 20 in 25 m (izjemoma do 40 m), povprečen premer debla pa je med 0,6 in 1 m (izjemoma do 2 m). Skorja je sive barve in že pri mladih drevesih vzdolžno razpokana in oplutenela. Poganjki so olivno zeleni, goli in bleščeči. Listi so dolgi med 20 in 35 cm, sestavljeni pa so iz 5–9 lističev, ki so suličaste do eliptične oblike. Posamezni lisiči so dolgi med 6 in 13 cm ter široki med 2,5 in 7,5 cm. Listna ploskev je temno zelene barve, spodnja stran pa je sivkastobela. Jeseni se listje obarva rumeno, rdeče ali vijoličasto. Cvetovi so enospolni, brez venca in imajo drobno, okrog 1 mm dolgo čašo. Plod je 3–5 cm dolg krilat orešek, pri dnu pogosto z obstojno čašo. Seme je v prerezu okroglo. V Sloveniji velja za invazivno vrsto.
Ameriški jesen najbolje uspeva na globljih, vlažnih do mokrih, poplavnih, s hranili bogatih tleh. 
Les ameriškega jesena je svetle barve in ima veliko gostoto (okoli 670 kg/m3), zaradi česar je vsestransko uporaben. V ZDA je priljubljen za izdelavo kijev za bejzbol in za ročaje različnih orodij.